# رقص در مولن دو لا گالت
رقص در مولن دُلا گالت (به فرانسوی: Le Bal au Moulin de la Galette) یکی از مشهورترین آثار نقاش فرانسوی پیر آگوست رنوار (۱۸۴۱ - ۱۹۱۹ میلادی) و یکی از بهترین آثار سومین نمایشگاه نقاشان امپرسیونیست در سال ۱۸۷۷ میلادی است.
رنوار این اثر را در سال ۱۸۷۶ میلادی در پاریس و با الهام از باغی بر فراز تپه‌های مون‌مارتر خلق کرد. وی در زیباترین شکل ممکن زندگی پاریسی اواخر سده نوزدهم را به تصویر کشیده است.
بیشتر چهره‌ها در این اثر، مشتری‌های عادی مولن و مردم عادی نیستند و در واقع، دوستان خود نقاش در حالت‌هایی کاملاً اتفاقی و گاهی کاملاً حرفه‌ای به تصویر کشیده شده‌اند. این نگاره فراتر از نمایش رسمی مشتریان مولن، پرتره‌ای است گروهی در نهایت وسواس و دقت در ترکیب چهره‌ها و اندام طوری که مرزها را در هم می‌نوردد و پیر و جوان، زشت و زیبا را همگی کنار یکدیگر قرار می‌دهد. چهرهٔ دوشیزهٔ زیبا در یک قسمت تصویر برجسته است
و چند رقص دونفره در قسمت دیگری از تابلو، که با وجود فضایی مرکب از تابش مستقیم آفتاب و سایه‌های کدر، ثبت چنین جمعیتی با تمام حس جنب و جوشی که در خود نهفته دارد فقط و فقط از عهده سال‌های ابتدایی امپرسیونیسم با ضربات جادویی قلم مویی مرتعش آغشته به رنگ‌هایی روشن بر می‌آید.
آگوست رنوار، خود در مورد این اثر گفته‌است:
«بیشترین سعی را می‌کنم تا برای سرگرمی و لذت مردم نقاشی کنم و نه برای خسته و کسل کردن آنها تا توجه آنها را به سمت چیزهایی جلب کنم که ارزش دیدن داشته باشد، چیزهایی که لزوماً در خودشان نمی‌بینند.»
این اثر هم‌اکنون در موزه اورسی در پاریس نگهداری می‌شود.
رنوار نسخه کوچکتری از این اثر را در ابعاد ۷۸ × ۱۱۴ سانتی‌متر نیز کشیده بود که هم‌اکنون در یک مجموعه خصوصی نگهداری می‌شود.